# Cadillac Cimarron
El Cadillac Cimarron fue un automóvil de turismo del segmento D producido por la marca estadounidense Cadillac entre los años 1982 y 1988. Es el predecesor del también fallido Cadillac BLS y partía de un precio base de 12.131 dólares estadounidenses 

## Historia
Con todas las motorizaciones sólo disponibles en gasolina presentaba un motor straight-4 (el primer Cadillac de 4 cilindros desde 1914, y el primer Cadillac con un motor de menos de 2 litros desde 1908) y una transmisión manual de cuatro velocidades (no se usaba una transmisión de estas características desde el año 1953), con una opción automática turbo-hidráulica de tres velocidades, junto con un alto nivel de equipamiento estándar que incluye aire acondicionado, interior de cuero, llantas de aleación, rayas decorativas, puerta de llenado de combustible con seguro, espejos eléctricos, luces de cortesía, limpiaparabrisas intermitente, desempañador de la ventana trasera, radio estéreo AM/FM, tacómetro, suspensión ajustada y barras estabilizadoras.
Durante el año 1983 se presentó una edición especial, conocida como Cimarron D'Oro y en 1988, el mismo año de su cese de producción sólo se registraron 6.454 unidades vendidas.
A pesar de varias mejoras y refinamientos y haber crecido comparativamente más distintivo durante sus siete años en la producción, la mayoría de los compradores continuaron alejándose y en enero de 1988, General Motors anunció oficialmente la discontinuación del Cimarron (así como la variante Firenza, que utilizaba la plataforma Oldsmobile J-car ) debido a las bajas ventas. La última unidad de este modelo salió de la línea de montaje el 3 de junio de 1988, con 132.499 automóviles fabricados desde su introducción en 1982.
Hubo que esperar 16 años para volver a ver en la firma un modelo al estilo de las berlinas compactas, el Cadillac BLS pensado y diseñado principalmente para el mercado europeo pero tampoco fue un éxito.

## Recepción
El fracaso de Cimarron es uno de una serie de eventos durante los años 1980 que causó que la participación de Cadillac en el mercado de EE. UU. disminuyera de 3.8% en 1979 a un 2.2% en 1997; rutinariamente se citó como el punto más bajo de la planificación de los productos de General Motors.
El notado periodista automotriz Dan Neil criticó al Cimarrón en su lista de 2007 de Peores coches de todos los tiempos, diciendo que "todo lo que estaba mal, venal, flojo y mentiroso sobre GM en la década de 1980 se cristalizó en este flagrante insulto al buen nombre y a los buenos clientes de Cadillac". Añadió que el Cimarron casi mató a esta firma y sigue siendo su mayor vergüenza.
Forbes colocó al Cimarron en su lista de "Legendary Car Flops", citando las bajas ventas, el bajo rendimiento y el hecho de que el automóvil "no funcionó, proveniente de una marca de lujo".

CarBuzz llamó al Cimarron un "ejemplo de libro de texto de lo que sale mal cuando un fabricante de automóviles trata de diseñar un automóvil económico en un automóvil de lujo".

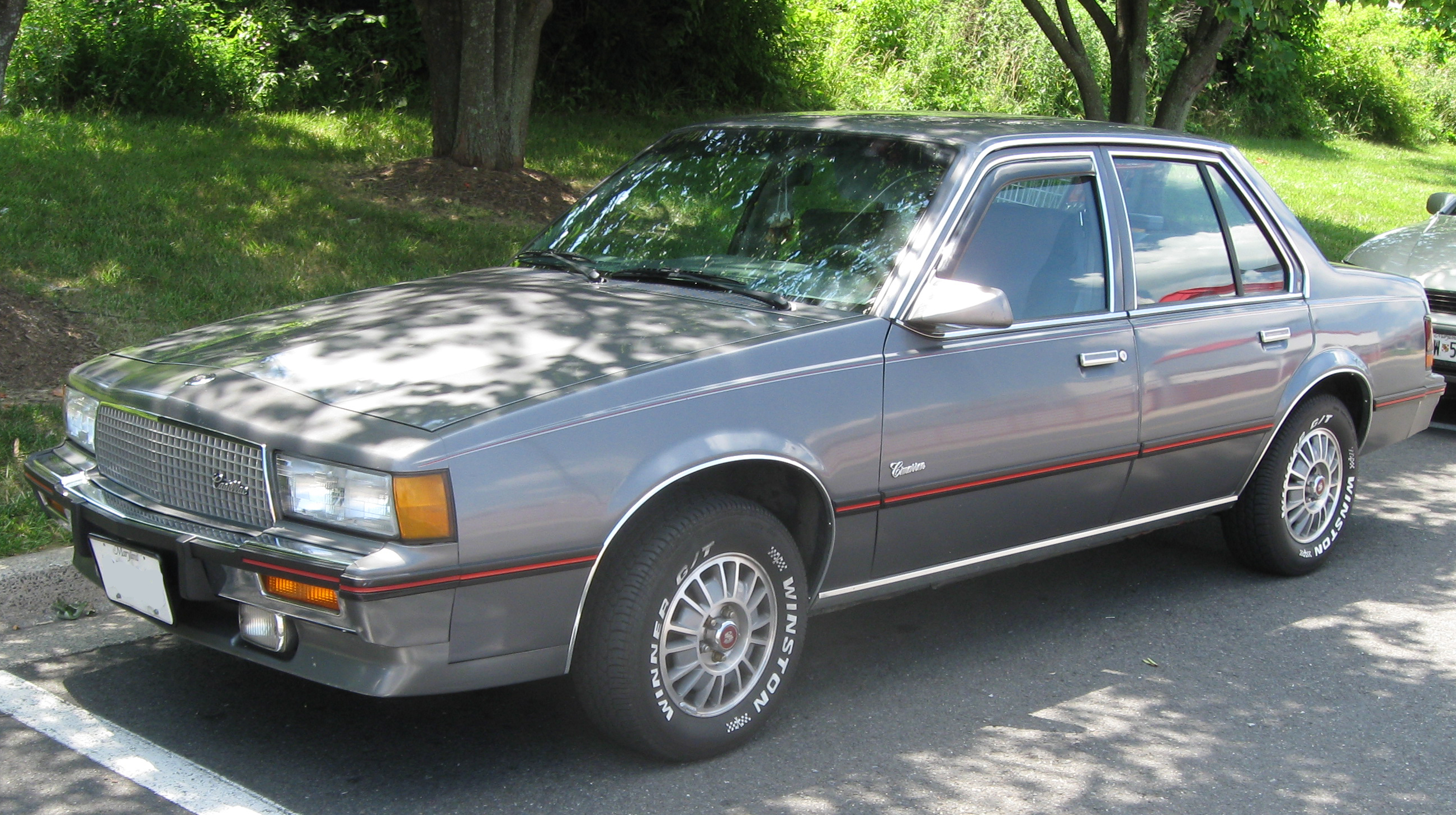
Cadillac Cimarron (2009)

La autora Hannah Elliott dijo que Cimarron "no atraía ni a los fieles seguidores de Cadillac, que apreciaban los potentes V8 y el lujo doméstico de Cadillac, ni a los compradores que favorecían a las marcas de lujo europeas, cuyos autos superaban y superaban al Cimarron en todos los sentidos".
CNN Money describió al Cimarrón como "en todos los aspectos importantes, un Chevrolet Cavalier. También agregó miles a la etiqueta de precio. En total, no era ni un buen Cadillac ni un buen valor. Hoy, los ejecutivos de GM admitirán fácilmente que se trata de un mala idea ".
La revista estadounidense Car and Driver agregó que un director de producto de Cadillac, John Howell, mantuvo una foto del Cimarrón en su letrero de pared, "No lo olvidemos".